# Urineblaas
De urineblaas of vesica urinaria is bij zoogdieren een orgaan dat de urine uit de nieren verzamelt en deze opslaat tot het moment van urineren. De urine komt de blaas binnen via de urineleiders en verlaat deze uiteindelijk via de urinebuis. Afhankelijk van de vloeistoftoevoer produceert een gezond persoon in 24 uur ongeveer 1000 tot 1500 ml urine, die twee tot zesmaal per dag wordt uitgescheiden. Daarbij is de urineproductie niet op ieder moment van de dag even groot. De meeste urine produceert de mens om zes uur in de ochtend.
De blaas van een volwassen mens kan (theoretisch) zo'n 1500 ml urine bevatten, in de praktijk zal bij de meeste mensen de blaas nooit voller dan 800 ml worden. Wanneer de blaas voller raakt dan 500 ml zullen de receptoren in de blaaswand een mictiereflex uitlokken: het plasgevoel. De blaas heeft twee sluitspieren (sfincters): een die kan beheerst worden (dwarsgestreepte spiercellen) en een autonome gladde spier. Het parasympathische (stimulerende) centrum dat de mictiereflex reguleert is gelegen in het sacraal deel (onderste deel) van het ruggenmerg (medulla spinalis).
Als men zich verzet tegen dit plasgevoel stuurt men inhiberende postsynaptische actiepotentialen naar het parasympathische zenuwstelsel en kan men het gevoel onderdrukken en zelfs op korte termijn weer verliezen. Daarbij kan het helpen om te springen van het ene been op het andere been. Door te huppen, worden de spieren en zenuwen in het been en de bekkenbodem geactiveerd. Door het aanspannen van de bekkenbodemspieren ontspant de blaaswand, omdat die twee spieren omgekeerd aan elkaar gekoppeld zijn. Hierdoor wordt als het ware de plasboodschap van de blaas naar de hersenen verstoord, maar de druk op de blaaswand blijft opgebouwd worden tot men het uiteindelijk niet meer kan houden. De meeste mensen kunnen hun plas ophouden tot de blaas circa 800 ml urine bevat.
Theoretisch zouden mensen, bij wie er door een afwijking geen signalen van de blaas naar de hersenen gaan, maximaal ongeveer anderhalve liter urine kunnen opslaan. Het gevolg is een oververrekte blaas met een slappe spierwand, waardoor urineretentie ontstaat. Dit houdt in dat de blaas niet meer alle urine naar buiten kan persen.
Een overvolle blaas verhoogt de druk op de nieren (die dan niet meer alle daar geproduceerde urine kunnen afvoeren naar de blaas). Die druk kan het afsterven van nierweefsel tot gevolg hebben.
Blaasonderzoek wordt gedaan door een cystogram, of door een cystoscopie.
Het nierbekken, de urineleider (ureter), de urineblaas en de urinebuis (urethra) zijn bekleed met overgangsepitheel (ofwel slijmvlies ofwel het 'urotheel'.

## Urineblaaspathologie
- Blaasontstekingen
- Blaasperforatie
- Blaasstenen
- Blaasulcus
- Blaaskanker
- Divertikel van de blaas
- Overactieve-blaassyndroom
- Papilloom van de blaas
- Tuberculose van de blaas